# Sven Norell

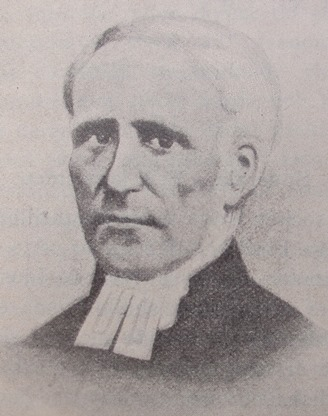
Sven Norell (1809–1872).

Sven Norell, född 30 januari 1809 i Hudiksvall, död 6 maj 1872 i Söderhamn, var en svensk präst. Han var far till Helfrid Norell.
Norell, som var son till kyrkoherden i Norrala socken Sven Norell (1769–1844), inskrevs vid Gävle gymnasium 1825, blev student 1829, studerade vid Uppsala universitet och prästvigdes 1835. Han tjänstgjorde som adjunkt i Norrbo socken och från 1838 hos sin far i Norrala, där han stannade till 1845, då han fick tjänsten som kapellpredikant och skollärare i Nianfors. År 1853 valdes han till komminister i Söderhamns församling och kollega vid stadspedagogien i Söderhamn, tillträdde året därpå och tjänstgjorde även en tid som rektor för läroverket. 
Norell blev en ledare för de första andliga rörelserna i Söderhamn under 1800-talet och på hans initiativ bildades Söderhamns evangelisk-lutherska missionsförening och Södra Helsinglands missionsförening, för vilka han var ordförande till sin död. Från Norells eget hem flyttade sammankomsterna till en skolsal och 1862 byggdes ett missionshus i staden. I sina religiösa åsikter lär han en tid haft dragning åt baptismen men blev sedan en avgjord motståndare till denna riktning. Missionsföreningens kolportörer reste flitigt omkring, höll sammankomster och spred religiösa skrifter. Förutom sin rent andliga verksamhet hedrades Norell med många förtroendeuppdrag såsom prästman och samhällsmedlem.